# Aleksander Czekanowski

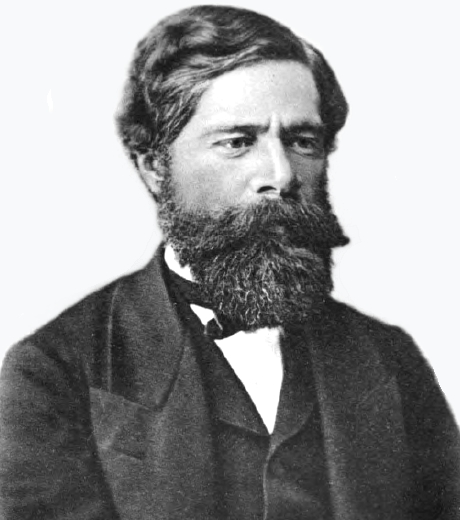
Aleksander Czekanowski.

Aleksander Piotr Czekanowski, född 12 februari 1832 i Kremenets, Volynien, död 30 oktober 1876 i Sankt Petersburg, var en polsk geolog och forskningsresande.
Czekanowski studerade i Kiev och Dorpat först medicin, därefter mineralogi, men förvisades 1863 för delaktighet i polska upproret till Sibirien. Han internerades i Padunsk nära Angara, varifrån han försåg de akademiska museerna med naturhistoriska samlingar och erhöll 1868 tillåtelse att flytta till Irkutsk, i vars guvernement han på uppdrag av sibiriska avdelningen av ryska geografiska sällskapet utförde geologiska undersökningar. 
År 1873 företog han en expedition till Nedre Tunguska och Olenek, 1875 till Oleneks mynning och Lena, delvis tillsammans med Ferdinand Müller. Han benådades samma år och återvände 1876 till Sankt Petersburg, där han samma år under förberedelserna till en ny resa till Khatanga och Anabar begick självmord på grund av depression. Resultaten av sin forskning publicerade han i Geografiska sällskapets i Sankt Petersburg skrifter och i "Petermanns Mitteilungen".